# National Origins Formula
La formule des origines nationales est un système américain de quotas d'immigration appliqué de 1921 à 1965 qui limite l'immigration sur la base des proportions actuelles de la population. L'objectif est de maintenir la composition ethnique existante des États-Unis. Il a pour effet de donner de faibles quotas à l'Europe de l'Est et du Sud.

## Histoire
La Emergency Quota Act de 1921 restreint l'immigration à 3 % des personnes nées à l'étranger de chaque nationalité qui réside aux États-Unis en 1910.
La Loi d'immigration Johnson-Reed de 1924, également appelée la Loi sur l'origine nationale, prévoit que pendant trois ans la formule changera de 3 % à 2 % et la base pour le calcul sera le recensement de 1890 à la place de celui de 1910. Après le 30 juin 1927, l'immigration totale de tous les pays sera limitée à 150 000 personnes avec des allocations par pays sur la base de l'origine nationale des habitants selon le recensement de 1920. Le système de quotas s'applique uniquement aux immigrants blancs. Elle vise à réduire le nombre total d'immigrants non qualifiés, à permettre aux familles de se réunir et à empêcher l'immigration de modifier la répartition ethnique de la population. La loi de 1924 comprend également la Loi d'exclusion des Chinois qui limite l'immigration aux personnes admissibles à la naturalisation. En conséquence, il est de fait interdit aux Asiatiques, aux Arabes et aux Indiens d'immigrer. Les Africains sont également soumis à de sévères restrictions.
L'immigration en provenance d'Amérique latine n'est pas limitée.
La Loi de 1952 sur l'immigration et la nationalité (en) conserve la formule des origines nationales. Elle modifie les ratios pour qu'ils soient fondés sur le recensement de 1920 et élimine les restrictions raciales mais conserve les restrictions selon l'origine nationale. Le président Harry Truman y met son veto en raison de son utilisation continue des quotas nationaux mais la loi est adoptée en dépit de son veto. Les quotas s'ajoutent aux 600 000 réfugiés admis en provenance d'Europe après la Seconde Guerre mondiale.
La National Origins Formula est abolie par l'Immigration and Nationality Act of 1965 qui marque un changement significatif dans la politique d'immigration américaine. Il remplace le système avec deux quotas pour les hémisphères occidentaux et orientaux.

## Source de la traduction
- (en) Cet article est partiellement ou en totalité issu de l’article de Wikipédia en anglais intitulé « National Origins Formula » (voir la liste des auteurs).